# Justen Blok
Justen Blok (27 september 2000) is een Nederlands hockeyer die uitkomt als verdediger voor HC Rotterdam. Hij begon zijn hockeycarrière in de jeugd bij het Delftse Ring Pass. Als D-junior maakte hij de overstap naar HC Rotterdam.
In 2019 maakte hij zijn debuut in de nationale ploeg in de Hockey Pro League. In 2023 behaalde hij tijdens het Europees kampioenschap de mijlpaal van 50 interlands.
Blok is student civiele techniek aan de TU Delft.

## Erelijst
Nederlands team
- Europees kampioenschap 2021, Amstelveen
- Hockey Pro League 2021/22
- Wereldkampioenschap 2023, Bhubaneswar en Rourkela
- Hockey Pro League 2022/23
- Europees kampioenschap 2023, Mönchengladbach
- Hockey Pro League 2024/2025

1: Maurits Visser (GK) ·
4: Lars Balk ·
6: Jonas de Geus ·
7: Thijs van Dam ·
8: Thierry Brinkman ·
10: Jorrit Croon ·
11: Terrance Pieters ·
16: Floris Wortelboer ·
20: Derk Meijer (GK) ·
22: Koen Bijen ·
23: Joep de Mol · 24: Steijn van Heijningen · 27: Jip Janssen · 29: Tijmen Reyenga · 32: Justen Blok · 34: Derck de Vilder · 43: Floris Middendorp · 51: Duco Telgenkamp · Coach: Jeroen Delmee
Seve van Ass ·  
Lars Balk ·  
Koen Bijen ·  
Pirmin Blaak ·  
Justen Blok ·  
Thierry Brinkman ·  
Jorrit Croon ·  
Thijs van Dam ·  
Jonas de Geus ·  
Steijn van Heijningen ·  
Tjep Hoedemakers ·  
Jip Janssen ·  
Floris Middendorp ·  
Joep de Mol ·  
Duco Telgenkamp ·  
Derck de Vilder ·  
Floris Wortelboer ·  
Steijn van Heijningen (invaller) ·  
Tijmen Reyenga (invaller) ·
Coach: Jeroen Delmee